# Corallicola nana
Corallicola nana är en svampart som beskrevs av Volkm.-Kohlm. & Kohlm. 1992. Corallicola nana ingår i släktet Corallicola och familjen Halosphaeriaceae.   Inga underarter finns listade i Catalogue of Life.